# Mikołaj Holly I

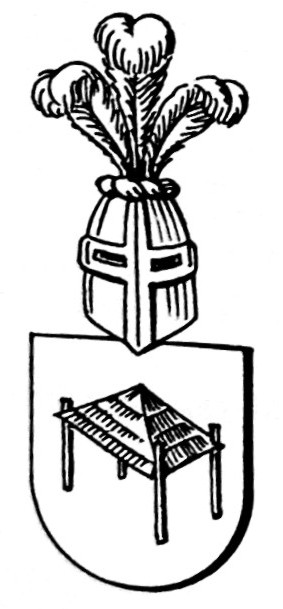
Najstarszy herb rodu Holly.

Mikołaj (Mikulas) Holly z Krszowa i Ponięcic (żył w XV w.) – szlachcic z rodu Holly.
Pochodził z Krszowa w Wielkopolsce, skąd przeniósł się na Górny Śląsk. Był kapitanem oraz radcą księżnej Małgorzaty, zaś w 1467 r. nazywany jest marszałkiem dworu. Był także właścicielem Pilchowic i prawdopodobnie wielu okolicznych wsi. Jego żoną była Zofia z Ponięcic, która zapisała mu w 1438 r. w Raciborzu wieś Ponięcice. W 1451 r. kupił od Stanka von Zigrot Sławików koło Raciborza. Jego szlachectwo potwierdził w 1459 r. w Oleśnicy Konrad, książę oleśnicki i kozielski po tym, jak Mikołaj Holly został oskarżony o chłopskie pochodzenie. Wywód szlachecki Mikołaja Holly jest najstarszym wywodem szlacheckim znanym w Polsce – zeznający świadkowie składali starodawną przysięgę z wyprostowaną ręką w kierunku Słońca i zaciśniętą pięścią.